# Ага-хан, Захра
Принце́сса Захра́ Ага́-ха́н (англ. Princess Zahra Aga Khan; род. 18 сентября 1970, Женева) — старший ребёнок Ага-хана IV и его первой жены принцессы Салимы Ага-хан.

## Биография
Принцесса Захра Ага-хан родилась 18 сентября 1970 года в Женеве, Швейцария, старшая и единственная дочь Карима Ага-хана и его первой жены Салимы Ага-хан.
В 1994 году с отличием закончила Гарвардский университет.
21 июня 1997 года вышла замуж за британского бизнесмена Марка Бойдена, англиканца по вероисповеданию. У них двое детей: Сара и Илиян. Пара развелась в 2005 году. 
Принцесса Захра Ага-хан является членом Совета директоров Организации Ага-хана по развитию (АKDN). Она отвечает за руководство и разработку политики в области здравоохранения, образования и услуг.